# Gavin Leatherwood
Gavin Thomas Leatherwood (Maui, Estados Unidos; 7 de junio de 1994) es un actor estadounidense conocido por interpretar a  Nicholas Scratch en la serie de Netflix Chilling Adventures of Sabrina.

## Carrera
Su primer papel actoral importante en la pantalla fue en un episodio de NCIS  en el 2017 titulado "Pandora's Box, Part 1". También es conocido por interpretar a Pete en el drama adolescente Grown-ish.
De 2018 a 2020 participó en la serie de terror de Netflix, Chilling Adventures of Sabrina, interpretando a Nicholas Scratch, novio de Sabrina Spellman a partir de la 2 temporada.

## Vida personal
Nació y creció en Maui; pero ha estado radicado en Los Ángeles y Vancouver debido a su trabajo. Tiene una hermana llamada Chloe. Además de ser actor, también es músico y puede tocar la guitarra, el ukulele y el piano. También ha practicado gimnasia, parkour y danza. Es de ascendencia irlandesa, inglesa, española, galesa y nativo americana. 

## Series
| Año        | Título                                               | Personaje        | Notas                              |
| ---------- | ---------------------------------------------------- | ---------------- | ---------------------------------- |
| 2017       | NCIS (serie de televisión)                           | Dezic's Son      | 1 Episodio: "Pandora's Box Part I" |
| 2018       | Time Being                                           | Honest Man       | 1 episodio                         |
| 2018       | Grown-ish                                            | Pete             | 1 episodio                         |
| 2018       | My dead ex                                           | Bryce            | 2 episodios                        |
| 2018- 2020 | Wicked Enigma                                        | Jason            | 3 episodios                        |
| 2018- 2020 | Chilling Adventures of Sabrina (serie de televisión) | Nicholas Scratch | Personaje Principal                |
| 2021       | Bad Therapy                                          | Spit             |                                    |
| 2021- 2022 | The Sex Live Of College Girls (serie de televisión)  | Nico Murray      | Personaje Principal (temporada 1)  |